# Raul Meireles
Raul José Trindade Meireles (Porto, 17 de março de 1983) é um ex-futebolista português que atuava como meio-campista.
Depois de começar no Boavista, assinou com o Porto em 2004, disputando 198 jogos e conquistando dez títulos. De 2010 a 2012 disputou a Premier League, primeiro com o Liverpool e depois com o Chelsea. Pelos Blues, Meireles foi campeão da Liga dos Campeões da UEFA de 2011–12. Depois transferiu-se para o Fenerbahçe, da Turquia, onde jogou por quatro temporadas até se aposentar.
Convocado para a Seleção Portuguesa entre 2006 e 2014, representou o país em duas Copas do Mundo e em duas Eurocopas, disputando um total de 76 jogos pela Seleção, marcando dez gols. Também disputou as Olimpíadas de 2004.

## Carreira

### Início
Formado nas categorias de base do Boavista, Raul Meireles foi inicialmente emprestado ao Desportivo das Aves na temporada de 2001–02. O meio-campista retornou ao Bessa no verão de 2003 para dar início a uma época de sucesso pessoal, tendo participado em 29 jogos da Superliga, com apenas 21 anos de idade. Em julho de 2004, o jovem jogador assinou por cinco temporadas como o rival e então campeão europeu Porto. Meireles, que tinha como principal característica os passes, declarou em sua apresentação nos Dragões:
| “ | Transferi-me para um grande clube. Quando recebemos um convite deste gênero, não há quaisquer dúvidas. Vou continuar na minha cidade, mas no melhor clube da Europa. | ” |

### Liverpool
No dia 28 de agosto de 2010, o português teve a sua contratação oficializada pelo Liverpool. O jogador, que custou 13 milhões de euros, chegou para substituir o argentino Javier Mascherano, ídolo do clube. Meireles marcou seu primeiro gol pelos Reds no dia 16 de janeiro de 2011, num empate por 2 a 2 contra o rival Everton, válido pela Premier League. Após ter balançado as redes nos triunfos contra Wolverhampton e Stoke City, o meio-campista voltou a marcar um importante gol no dia 6 de fevereiro, na vitória por 1 a 0 sobre o Chelsea, no Stamford Bridge, estragando a estreia do ex-Liverpool Fernando Torres.

### Chelsea
No dia 31 de agosto de 2011, poucas horas antes do encerramento da janela de transferências, Meireles fez o mesmo caminho de Torres e assinou com o Chelsea. O jogador português, que custou 12 milhões de euros, afirmou que não queria deixar o Liverpool, mas que teria a oportunidade de trabalhar novamente com André Villas-Boas, seu ex-treinador do Porto.

### Fenerbahçe
Após ter participado da conquista da primeira Liga dos Campeões do Chelsea, o volante deixou o clube em setembro 2012, sendo contratado pelo Fenerbahçe, da Turquia, por 10 milhões de euros.
No dia 20 de maio de 2016, marcou um belíssimo gol contra o Sivasspor, na última rodada do Campeonato Turco, depois de dominar na coxa e mandar um voleio sem-pulo. Já no dia 18 de julho, após quatro temporadas na equipe, o português anunciou que não renovaria o seu contrato e deixaria o Fenerbahçe.

## Seleção Nacional

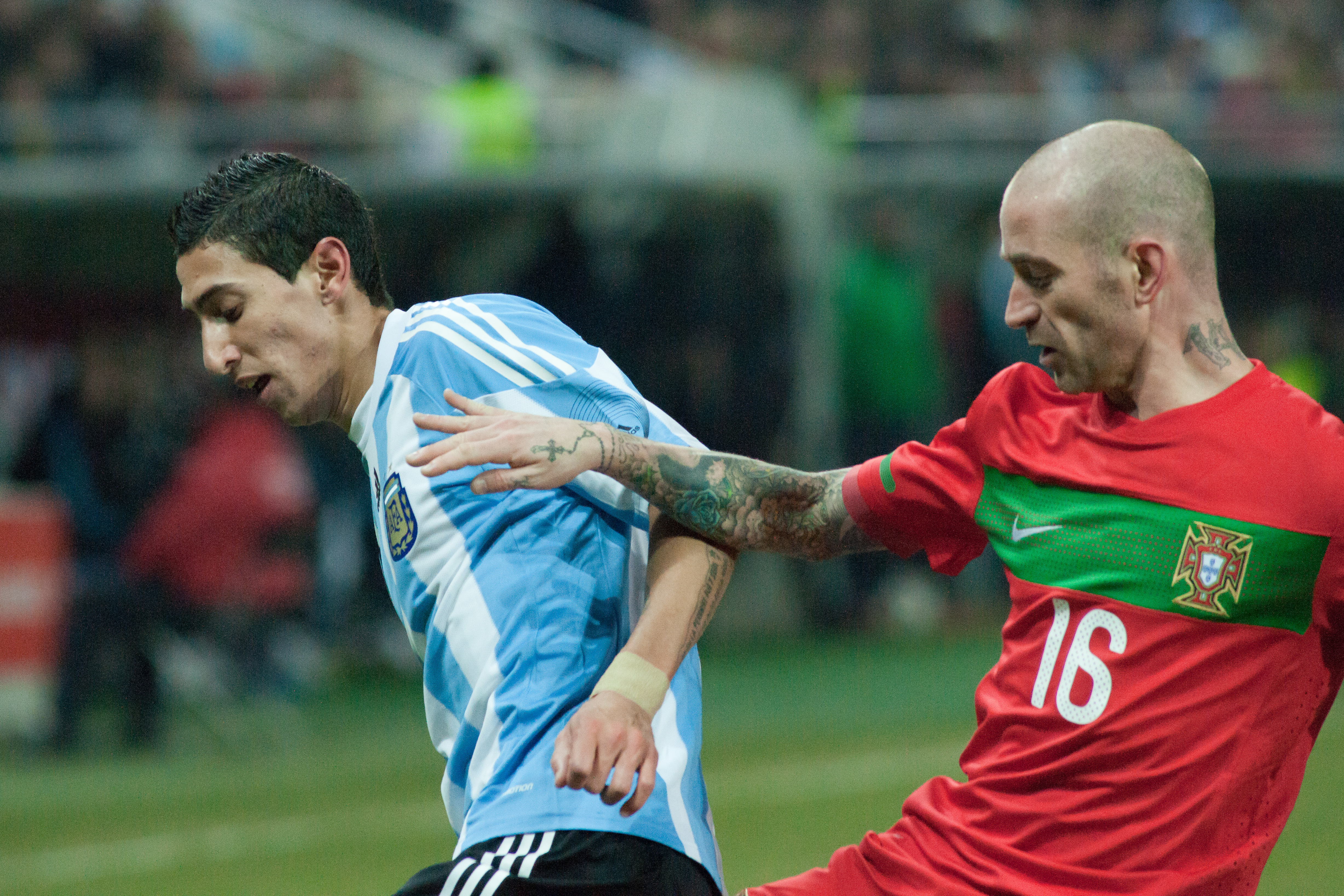
Ángel Di María e Raul Meireles durante um amistoso entre Portugal e Argentina, em fevereiro de 2011

Convocado regularmente para as Seleções Portuguesas de base, Raul Meireles tem no seu currículo um título da Eurocopa Sub-17, conquistado em Israel, no ano de 2000. No verão de 2004, Meireles fez parte da equipa portuguesa que conseguiu o terceiro lugar no Campeonato da Europa de Sub-21, na Alemanha, e que valeu a Portugal, e ao próprio jogador, a presença nos Jogos Olímpicos de Atenas.
Aos 27 anos, Raul Meireles alcançou um histórico de 33 jogos pela Seleção Portuguesa. Sendo ainda da época de Luiz Felipe Scolari, só começou a ser utilizado regularmente a partir da época de Carlos Queiroz, na qual se revelou ser um meio-campista de grandes qualidades.
Foi ele quem marcou o gol que carimbou definitivamente a ida da Seleção à Copa do Mundo FIFA de 2010, contra a Bósnia e Herzegovina. No mundial, marcou um gol contra a Coreia do Norte, em partida que acabou em 7 a 0.
Participou também da Copa do Mundo FIFA de 2014, no Brasil, na fraca campanha portuguesa que gerou a eliminação do time na fase de grupos. Em 2016, ficou de fora dos 23 convocados para a Eurocopa que viria a ser vencida por Portugal. A sua ausência foi questionada antes da competição por alguns jornais portugueses.

## Vida pessoal
O jogador também é admirador de carros da marca Dodge: ele já teve a versão Hellcat do famoso Dodge Challenger. Em agosto de 2016, Raul Meireles colocou seu Dodge Challenger SRT8 à venda no site Standvirtual por cerca de 85 mil euros.

## Títulos
Porto
- Primeira Liga: 2005–06, 2006–07, 2007–08 e 2008–09
- Taça de Portugal: 2005–06, 2008–09 e 2009–10
- Supertaça de Portugal: 2006, 2009 e 2010
- Copa Intercontinental: 2004

Chelsea
- Copa da Inglaterra: 2011–12
- Liga dos Campeões da UEFA: 2011–12

Fernebahçe
- Copa da Turquia: 2012–13
- Süper Lig: 2013–14
- Supercopa da Turquia: 2014

Seleção Portuguesa
- Eurocopa Sub-17: 2000